# Seconds (The Dogs D'Amour)
Seconds è un album rock dei The Dogs D'Amour pubblicato nel 2000.

## Tracce
1. The Girl
2. Jewel
3. Won't You Let Go
4. She Died Before She Got Young
5. Gone Are All the Angels
6. Damnation
7. Stealing from the Devil
8. Superstition Highway
9. Fun
10. Forgotten
11. Phantom (Run to Me)

## Formazione
- Tyla - voce, chitarra
- Bam - batteria, cori
- Jo "Dog" Almeida - chitarra, cori
- Share Pedersen - basso, tastiere